# Marco Cioci

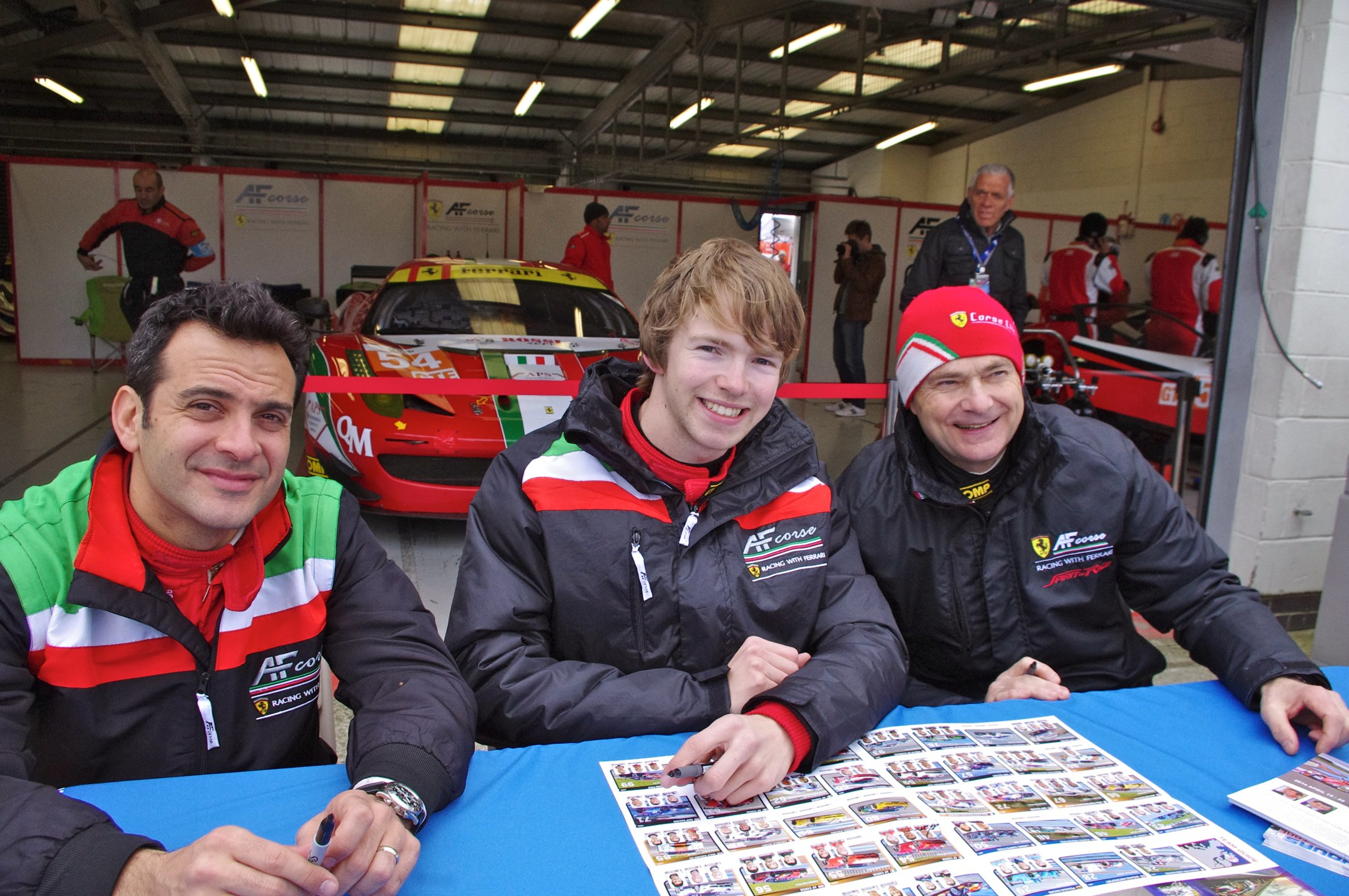
Marco Cioci (links) mit Michael Lynos und Piergiuseppe Perazzini 2014 beim 4-Stunden-Rennen von Silverstone

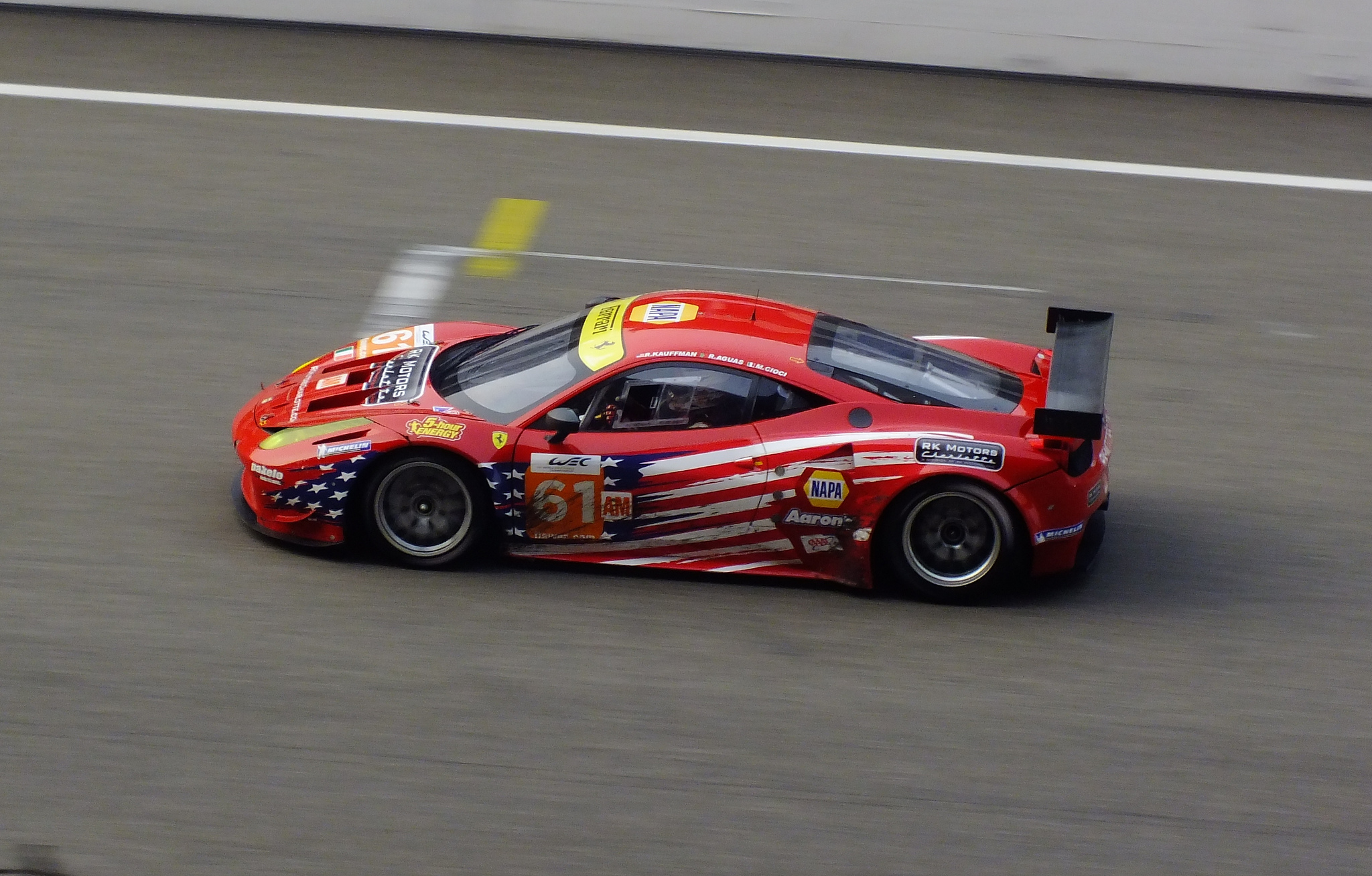
Der Ferrari 458 Italia GTC von Robert Kauffman, Rui Águas und Marco Cioci beim 6-Stunden-Rennen von Shanghai 2012

Marco Cioci (* 26. September 1975 in Rom) ist ein ehemaliger italienischer Automobilrennfahrer.

## Karriere
Marco Cioci begann seine Karriere 1995 in der Formel Opel Lotus. In den folgenden Jahren bestritt er Monoposto- und GT-Rennen parallel. 1996 wurde er Gesamtdritter im Italienischen Renault-Clio-Cup und 2000 14. der Endwertung der Formel Palmer Audi.
Ab der Saison 2001 ging er fast ausschließlich bei GT- und Sportwagenrennen an den Start. Bis zum Ablauf der Saison 2015 konnte er 12 Gesamt- und 15 Klassensiege einfahren. Seinen ersten Erfolg feierte er 2006 beim 6-Stunden-Rennen von Vallelunga, den er mit den Partnern Pedro Lamy und Piergiuseppe Perazzini auf einem Maserati MC12 GT1 teilte. 2013 feierte er bei diesem Rennen seinen bisher letzten Gesamtsieg. Diesmal waren Perazzini und Andrea Bertolini seine Partner im Ferrari 458 Italia.
Cioci war in fast allen etablierten Sportwagenserien gemeldet. 2012 wurde er Gesamtzweiter der GTE-Am-Klasse der European Le Mans Series und 2013 Dritter in dieser Klasse beim 24-Stunden-Rennen von Le Mans.

## Statistik

### Le-Mans-Ergebnisse
| Jahr | Team           | Fahrzeug               | Teamkollege        | Teamkollege            | Platzierung | Ausfallgrund |
| ---- | -------------- | ---------------------- | ------------------ | ---------------------- | ----------- | ------------ |
| 2010 | Racing Box SRL | Lola B08/80            | Luca Pirri         | Piergiuseppe Perazzini | Ausfall     | Aufhängung   |
| 2011 | AF Corse SRL   | Ferrari F430 GTE       | Seán Paul Breslin  | Piergiuseppe Perazzini | Ausfall     | Defekt       |
| 2012 | AF Corse       | Ferrari 458 Italia GTC | Andrea Bertolini   | Olivier Beretta        | Rang 22     |              |
| 2013 | AF Corse       | Ferrari 458 Italia GT2 | Jack Gerber        | Matt Griffin           | Rang 27     |              |
| 2014 | AF Corse       | Ferrari 458 Italia GT2 | Luís Pérez Companc | Mirko Venturi          | Rang 22     |              |
| 2017 | Spirit of Race | Ferrari 488 GTE        | David Cameron      | Aaron Scott            | Rang 28     |              |

### Sebring-Ergebnisse
| Jahr | Team           | Fahrzeug                    | Teamkollege            | Teamkollege      | Teamkollege         | Platzierung | Ausfallgrund |
| ---- | -------------- | --------------------------- | ---------------------- | ---------------- | ------------------- | ----------- | ------------ |
| 2012 | AF Corse       | Ferrari 458 Italia          | Olivier Beretta        | Andrea Bertolini |                     | Rang 19     |              |
| 2014 | Spirit of Race | Ferrari 458 Italia GT3      | Matt Griffin           | Michele Rugolo   | Jack Gerber         | Rang 39     |              |
| 2015 | AF Corse       | Ferrari 458 Italia Grand-Am | Piergiuseppe Perazzini | Rui Águas        | Vicente Potolicchio | Rang 27     |              |

### Einzelergebnisse in der FIA-Langstrecken-Weltmeisterschaft
| Saison | Team           | Rennwagen              | 1   | 2   | 3   | 4   | 5   | 6   | 7   | 8   | 9   |
| ------ | -------------- | ---------------------- | --- | --- | --- | --- | --- | --- | --- | --- | --- |
| 2012   | AF Corse       | Ferrari 458 Italia     | SEB | SPA | LEM | SIL | SAO | BAH | FUJ | SHA |     |
| 2012   | AF Corse       | Ferrari 458 Italia     | 19  | 26  | 22  | 24  |     |     |     | 22  |     |
| 2013   | AF Corse       | Ferrari 458 Italia GT2 | SIL | SPA | LEM | SAO | AUS | FUJ | SHA | BAH |     |
| 2013   | AF Corse       | Ferrari 458 Italia GT2 | 28  | 31  | 27  | DNF | 23  | 25  | 23  |     |     |
| 2014   | AF Corse       | Ferrari 458 Italia GT2 | SIL | SPA | LEM | AUS | FUJ | SHA | BAH | SAO |     |
| 2014   | AF Corse       | Ferrari 458 Italia GT2 | 20  | 18  | 22  | 21  |     |     |     |     |     |
| 2017   | Spirit of Race | Ferrari 488 GTE        | SIL | SPA | LEM | NÜR | MEX | AUS | FUJ | SHA | BAH |
| 2017   | Spirit of Race | Ferrari 488 GTE        | 28  |     |     |     |     |     |     |     |     |